# 비취

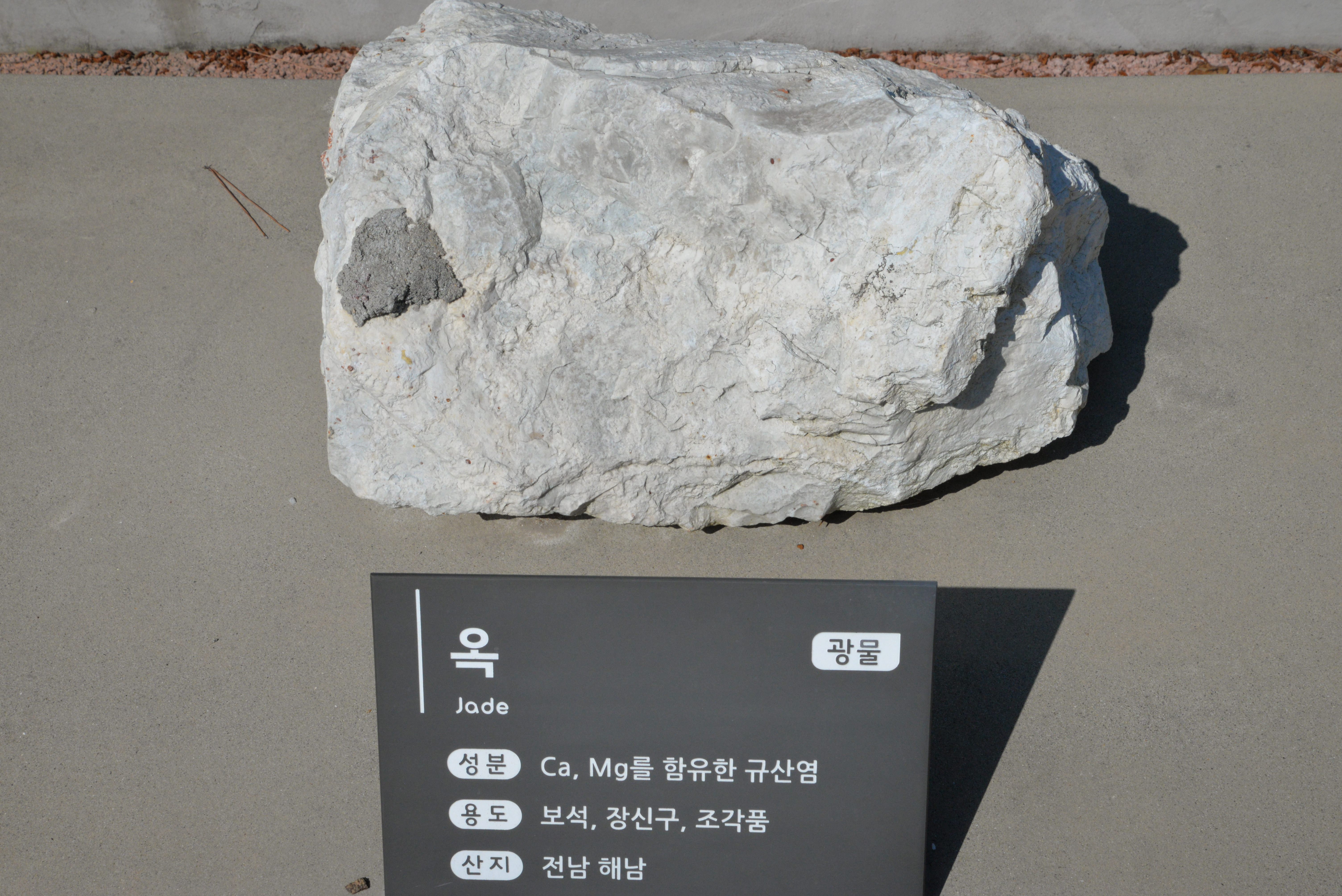
전라남도 해남군에서 산출된 옥, 송도반도 지질탐방로 전시

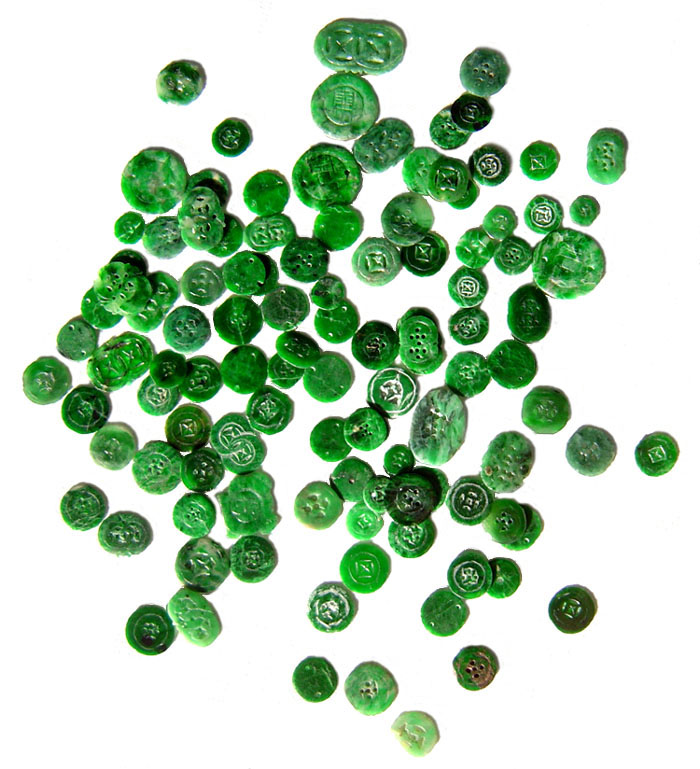

비취(翡翠, 영어: jade) 또는 비취옥은 짙은 초록색의 연옥이다. 빛이 아름다워 보석으로 쓰인다. 결정편암에 수반해서 산출된다. 조악한 것은 여러 곳에서 산출되지만, 보석으로 사용되고 있는 것은 대부분 미얀마의 북쪽 지구인 찬드윈 강 유역에서 나온다.

## 참고 자료
- 이 문서에는 다음커뮤니케이션(현 카카오)에서 GFDL 또는 CC-SA 라이선스로 배포한 글로벌 세계대백과사전의 내용을 기초로 작성된 글이 포함되어 있습니다.

## 같이 보기
- 흑피옥